# زلزال قشم 2005
زلزال قشم 2005 هو زلزالٌ وقعَ في قشم في إيران بتاريخ 27 نوفمبر 2005.